# Daglas Krokford
Daglas Krokford je američki kompjuterski programer i preduzetnik koji je najpoznatiji po svom trenutnom učešću u razvoju JavaScript jezika, po tome što je popularizovao format podataka JSON, kao i po tome sto je razvio razne alatke za JavaScript kao sto su JSLint i JSMin. On je trenutno viši JavaScript arhitekta u PayPal-u, i takođe piše i govori na temu JavaScript-a, JSON-a i o srodnim internet tehnologijama.

## Na početku karijere
Krokford je stekao diplomu iz Radija i Televizije na Drzavnom Univerzitetu San Franciska 1975. Imao je casove u FORTRAN-u i radio je na kompjuteru u univerzitetskoj laboratoriji.

## Karijera
Krokford je kupio Atari 8-bitni kompjuter 1980 i napisao igricu Galahad and the Holy Grail za Atari Program Exchange (APX), sto je rezultiralo njegovim zaposlenjem u Atari korporaciji. Dok je tu radio, Krokford je napisao još jednu igricu, Burgers!, za APX i jos mnogo eksperimentalnih audio/vizuelnih aplikacija koje su bile slobodno distribuirane.
Pošto su Warner Communications prodali kompaniju on se pridružio National Semiconductor-u. 1984. Krokford se pridružio Lucasfilm-u, a kasnije Paramount Pictures-u. Postao je poznat po listservima orijentisanim ka video igrama u ranim devedesetim posto je postavio svoje memoare “Prociscenje Palate Manijaka” na bulletin posvećen video igrama. Memoari su bili o njegovim naporima da cenzuriše i omogući da se kompjuterska igra Maniac Mansion igra na Nitenduu tako da bi mogli da je izdaju u vidu kasete, i o njegovim frustracijama prouzrokovanim Nintendovim sve vise nejasnim i zbunjujućim zahtevima.
Zajedno sa Rendijem Farmerom i Cipom Morningstarom, Krokford je osnovao Electric Communities i bio je generalni direktor od 1994 do 1995. Bio je uključen u razvoj programskog jezika E.
Krokford je takođe bio osnivač State Software-a i imao poziciju sefa tehnologije u toj firmi od 2001. do 2002.
Dok je bio u State Software-u, Krokford je popularizovao JSON format podataka, zasnovan na postojećim konstrukcijama JavaScript jezika, kao laganiju zamenu za XML. 2002 je dobio domen json.org i tamo stavio opis formata. U julu 2006, zvanicno je specifirao taj format kao  4627.

## Dobro, a ne zlo
Године 2002, kao odgovor na rat protiv ‘zloconaca’ predsednika Dzordza Busa, Krokford je dodao zahtev za korišćenje otovrenog izvora MIT Licence za njegov JSMin softver, a to je bio zahtev da će “softver biti korišćen u sluzbi dobra, a ne zla”. Ovaj uslov je prenešen i na JSMin-PHP, varijaciju JSMin-a koju je napravio Rajan Gruv. Ovaj softver je bio u Google kodu sve do decembra 2009. kada je, zbog dodate rečenice, Google odredio da se licenca ne slaže sa definicijom softvera otvorenog izvora (open source software), po kojoj nije dozvoljena bilo kakva zabrana na to kako se softver može koristiti. JSMin-PHP je bio primoran da se premesti na novi hosting provajder.
I pored duhovite namere, “zla” rečenica je nastavila da stvara problem nekim open source softver developerima kada su omaskom koristili kod zasnovan na Krokfordovoj verziji MIT licence, i zbog toga je Krokford kritikovan od strane open source developera u januaru 2014.Krokford je odbio da promeni licencu i pored brojnih molbi i zahteva, sa izuzetkom IBM-a kome je to dozvolio: ”IBM, njihove mušterije, partneri i ljubimci mogu da koriste JSLint u službi zla.”

## Biografija
- JavaScript: The Good Parts. O'Reilly. 2008. ISBN 978-0-596-51774-8. OCLC 192027457.[мртва веза].

## Spoljašnje veze
- Званични веб-сајт
- Douglas Crockford's Lectures on Javascript